# 1691 Oort
1691 Oort este un asteroid din centura principală, descoperit pe 9 septembrie 1956, de Karl Reinmuth și Ingrid van Houten.